# الحلل السندسية في الأخبار التونسية
الحلل السندسية في الأخبار التونسية هو أحد مصادر التاريخ التونسي، من تأليف المؤرخ الوزير السراج الذي عاش بين القرنين السابع عشر والثامن عشر.

## تاريخه
كتب كتاب الحلل بطلب من حسين بن علي مؤسس الدولة الحسينية، فكان المؤلف يسلمه المجلد بعد الفراغ منه. ويتكون هذا الكتاب في الأصل من أربعة مجلدات، غير أن حمودة بن عبد العزيز يذكر بأن المجلد الرابع منها قد أحرق في عهد علي باشا ولم يبق من الكتاب سوى المجلدات الثلاثة الأول التي تغطي إلى عام 1137هـ/ 1724-1725. وقد طبع جزء من الكتاب في مجلد واحد ظهر لدى المطبعة الرسمية بتاريخ 1287هـ/ 1870-1871  ويضم الأبواب الأربعة الأولى وجزءا من الباب الخامس. ثم قام بتحقيق الكتاب ونقديمه المؤرخ محمد الحبيب الهيلة وصدر بتونس عن دار الكتب الشرقية عام 1970، ثم أعيد طبعه عام 1985 لدى دار الغرب الإسلامي ببيروت.

## المحتوى
يهتم كتاب الحلل بتاريخ تونس منذ الفتح الإسلامي، وقد قسمه صاحبه إلى ثمانية أبواب مختلفة الطول، تغطي الخمسة الأولى منها التاريخ بصفة عامة وتاريخ المغرب العربي وإفريقية ومدينة تونس. بينما الأبواب الخمسة الموالية تغطي تاريخ العائلات الحاكمة بإفريقية منذ الأغالبة وصولا إلى الخاتمة التي فصّل فيها المؤلف أعمال وفضائل مؤسس الدولة الحسينية حسين بن علي. 
من بين المصادر التي اعتمد عليها الوزير السراج في الأجزاء الأولى من الحلل، رحلة التجاني، والمؤنس في أخبار إفريقية وتونس لابن أبي دينار والمختصر في تاريخ البشر لأبي الفداء ووفيات الأعيان لابن خلكان والوافي بالوفيات للصفدي وقلائد العقيان للفتح بن خاقان بدون أن يذكر تلك المصادر عبد السلام، نفس المصدر، ص 227-229. أما في المجلد الثاني المخصص للحكام العثمانيين، فقد اعتمد على ذيل بشائر أهل الإيمان بفتوحات آل عثمان لحسين خوجة. وقد اهتم في هذا المجلد بالجانب السياسي كما أورد معلومات عن الحياة الاجتماعية والاقتصادية من مجاعات وأوبئة معتمدا في ذلك على المؤنس، وكذا على مصادر شفوية من بينها أحمد برناز صاحب كتاب الشهب المحرقة والباي حسين بن علي نفسه. أما المجلد الثالث وربما الرابع فقد خصصا لعهد حسين بن علي في أدق تفاصيله.
تم الاعتماد على الحلل السندسية من قبل عدد من المؤرخين اللاحقين من بينهم ابن أبي الضياف في إتحافه والشيخ محمد مخلوف في شجرة النور الزكية في طبقات المالكية.

## إشارات مرجعية
1. ↑  بداية الطباعة العربية في تونس نسخة محفوظة 05 مارس 2016 على موقع واي باك مشين.
2. ↑  Ahmed Abdesselem, Les historiens tunisiens des XVIIe, XVIIIe et XIXe siècles, essai d'histoire culturelle, Publications de l'Université de Tunis, 1973, p. 224
3. ↑  المصدر نفسه ص 230-231
4. ↑  المصدر نفسه ص 233